# Neoga
Neoga és una població dels Estats Units a l'estat d'Illinois. Segons el cens del 2000 tenia 1.900 habitants.

## Demografia
Segons el cens del 2000, Neoga tenia 1.854 habitants, 661 habitatges, i 475 famílies. La densitat de població era de 530,2 habitants/km².
Dels 661 habitatges en un 41,6% hi vivien nens de menys de 18 anys, en un 57,3% hi vivien parelles casades, en un 10,7% dones solteres, i en un 28,1% no eren unitats familiars. En el 21,8% dels habitatges hi vivien persones soles l'11,3% de les quals corresponia a persones de 65 anys o més que vivien soles. El nombre mitjà de persones vivint en cada habitatge era de 2,71 i el nombre mitjà de persones que vivien en cada família era de 3,19.
Per edats la població es repartia de la següent manera: un 30% tenia menys de 18 anys, un 9,5% entre 18 i 24, un 28,9% entre 25 i 44, un 18,8% de 45 a 60 i un 12,8% 65 anys o més.
L'edat mediana era de 32 anys. Per cada 100 dones de 18 o més anys hi havia 86,5 homes.
La renda mediana per habitatge era de 34.500 $ i la renda mediana per família de 40.750 $. Els homes tenien una renda mediana de 29.405 $ mentre que les dones 20.607 $. La renda per capita de la població era de 15.173 $. Aproximadament el 8,9% de les famílies i l'11,8% de la població estaven per davall del llindar de pobresa.

## Poblacions més properes
El següent diagrama mostra les poblacions més properes.